# Acide 2-amino-5-phosphonovalérique
Pour les articles homonymes, voir APV.
L'acide 2-amino-5-phosphonovalérique, parfois abrégé en APV (ou AP5) est un antagoniste sélectif des récepteurs NMDA qui inhibe par compétition le site actif de ces récepteurs (sensibles au glutamate). Son nom en nomenclature IUPAC est l'acide 2-amino-5-phosphonopentanoïque.
L'APV empêche l'analogue cellulaire du conditionnement classique chez la limace de mer Aplysia californica, et a des effets similaires sur la potentialisation à long terme des Aplysia, parce que les deux processus font intervenir les récepteurs NMDA. Il est parfois utilisé en combinaison avec le chélateur du calcium BAPTA pour déterminer si les récepteurs NMDA interviennent dans un processus cellulaire donné. L'APV a également été utilisé pour étudier la potentialisation à long terme dépendant des récepteurs NMDA dans l'hippocampe des mammifères.
L'APV agit généralement très rapidement in vitro, et inhibe efficacement l'action des récepteurs NMDA même à faible dose. On considère l'isomère D comme actif, bien que de nombreuses préparations racémiques soient disponibles. Il est utilisé notamment pour isoler l'action des récepteurs NMDA des autres récepteurs sensibles au glutamate dans le cerveau, par exemple les récepteurs  kaïnate et AMPA.
L'APV peut empêcher la conversion d'une synapse silencieuse en synapse active, dans la mesure où cette conversion dépend des récepteurs NMDA.